# Community (Wales)
Eine Community (walisisch: cymuned) ist eine Verwaltungseinheit in Wales, die die unterste Stufe der Verwaltungsgliederung von Wales darstellt. Die walisischen Communitys, deren Zahl im Jahr 2016 870 betrug, sind analog zu den Civil Parishes in England.
Bis zu der durch den Local Government Act 1972 ausgelösten Reform der Verwaltungsgliederung 1974 war Wales wie auch England in sogenannte Civil Parishes aufgeteilt. Heutzutage ist jede walisische Principal Area in Communitys aufgeteilt, wobei im Gegensatz zu England das gesamte walisische Gebiet auf Communitys liegt.
Die meisten der Communitys werden von Community Councils verwaltet, die hinsichtlich ihrer Befugnisse äquivalent zu den englischen Parish Councils sind. Diese Councils können sich selbst als Town Councils bezeichnen und können von der britischen Krone den Stadtstatus gewährt bekommen, wobei dies bei Bangor, St Asaph und St Davids der Fall ist. Der Vorsitzende des Councils trägt in den meisten Fällen den Titel Mayor (walisisch: maer).
Allerdings haben nicht alle Communitys ein Council: Während in Communitys mit einer zu geringen Bevölkerungszahl Community Meetings eingerichtet werden können, haben die Communitys in den urbanen Gebieten der Städte Cardiff, Swansea und Newport keine Councils.
Die Anzahl der walisischen Communitys beträgt 870, von denen über 730 ein Council haben und hinsichtlich der Größe von 13.945 Hektar in Rhayader bis zu einer Größe von lediglich 64 Hektar in Cefn Fofrest. Beim Zensus 2001 war zudem Barry mit 45.053 Einwohnern die größte sowie Baglan Bay mit keinem permanenten Einwohnern die kleinste Community.
Die zweiundzwanzig Councils der Principal Areas sind alle fünfzehn Jahre verpflichtet, die Grenzsetzung der Communitys zu überprüfen. Die Councils schlagen die Veränderungen der Local Democracy and Boundary Commission for Wales vor, welche einen Bericht vorbereitet und eine Empfehlung an die walisische Regierung ausspricht. Falls diese der Empfehlung zustimmt, wird diese mittels einer Ausführungsverordnung implementiert. So wurden beispielsweise im Jahr 2016 in Cardiff vier neue Communitys geschaffen.